# 遇见贵人
《遇见贵人》（英語：Take 2）是2017年的一部新加坡贺岁电影，《新兵正传3：蛙人传》得奖编剧夏友庆首次执导的电影作品。夏友庆兼任本片编剧。电影于2017年1月26日上映，票房148万新加坡元，票房为当年贺岁档冠军。
《遇见贵人》故事大纲：
阿虎从小受惯犯父亲影响，进出监狱如家常便饭。后来因为母亲辞世前的一句话而彻底大彻大悟，决定痛改前非。
阿虎与几名狱中好友：健仁、疯狗、阿发，决定在出狱后闯一番饮食事业，不再走回旧的犯罪之路。
然而，挂着“前囚犯”标签的众人的重返社会之路走得并不顺遂，社会大众给予的异样眼光加上本身的不适应，成为了众人首次创业失败的主因。
阿虎由于多年来进出监狱，导致妻子离异，独子阿光与自己感情疏离，而走上不良少年的路途，并且与自己视同陌路，令阿虎痛心不已。
后来4名主人公在一次机缘巧合下，遇上贵人辉哥的赏识，开设了结合补习、饮食与按摩的3合1休闲学习中心，把各人从失败的谷底拉了上来。
然而好景不长，阿虎当年混黑道时结下的仇敌—地铁，却伺机而动，不断地要加害阿虎。
地铁利用疯狗以及阿光企图加害阿虎不果，把心一横，掳走阿光威胁阿虎，并以加害阿光作为报复阿虎的手段。
由于阿光被地铁诬陷藏毒，阿虎等4名患难兄弟要如何在不惊动警方的情况下，把阿光救离虎穴？又如何在改邪归正与重蹈覆辙间作一抉择？